# پنل ساندویچی
پنل ساندویچی یا ساندویچ پانل یا ساندویچ پنل (به انگلیسی: Sandwich panel) به دیواره یا سقف‌هایی گفته می‌شود که از ترکیبات سبک تشکیل شده‌ و از دو طرف به دو لایه ورق محدود شده‌است و در میان آن یک لایه عایق قرار دارد.
در ساندویچ پانل دو لایه فلزی شامل لایه بالایی که معمولاً گالوانیزه می‌باشد و لایه عایق حرارتی که در پایین است به یکدیگر چسبیده و پرس می شوند تا یک پانل صلب و مقاوم ایجاد کنند. همانند یک ساندویچ همبرگر که نان آن همبرگر را از دو طرف پوشانده‌است؛ این عایق نرم و انعطاف‌پذیر است. ساندویچ پانل‌ها معمولاً از موادی مانند پلی اورتان، XPS، پلی استایرن، پشم سنگ و پشم شیشه تولید می‌شوند.

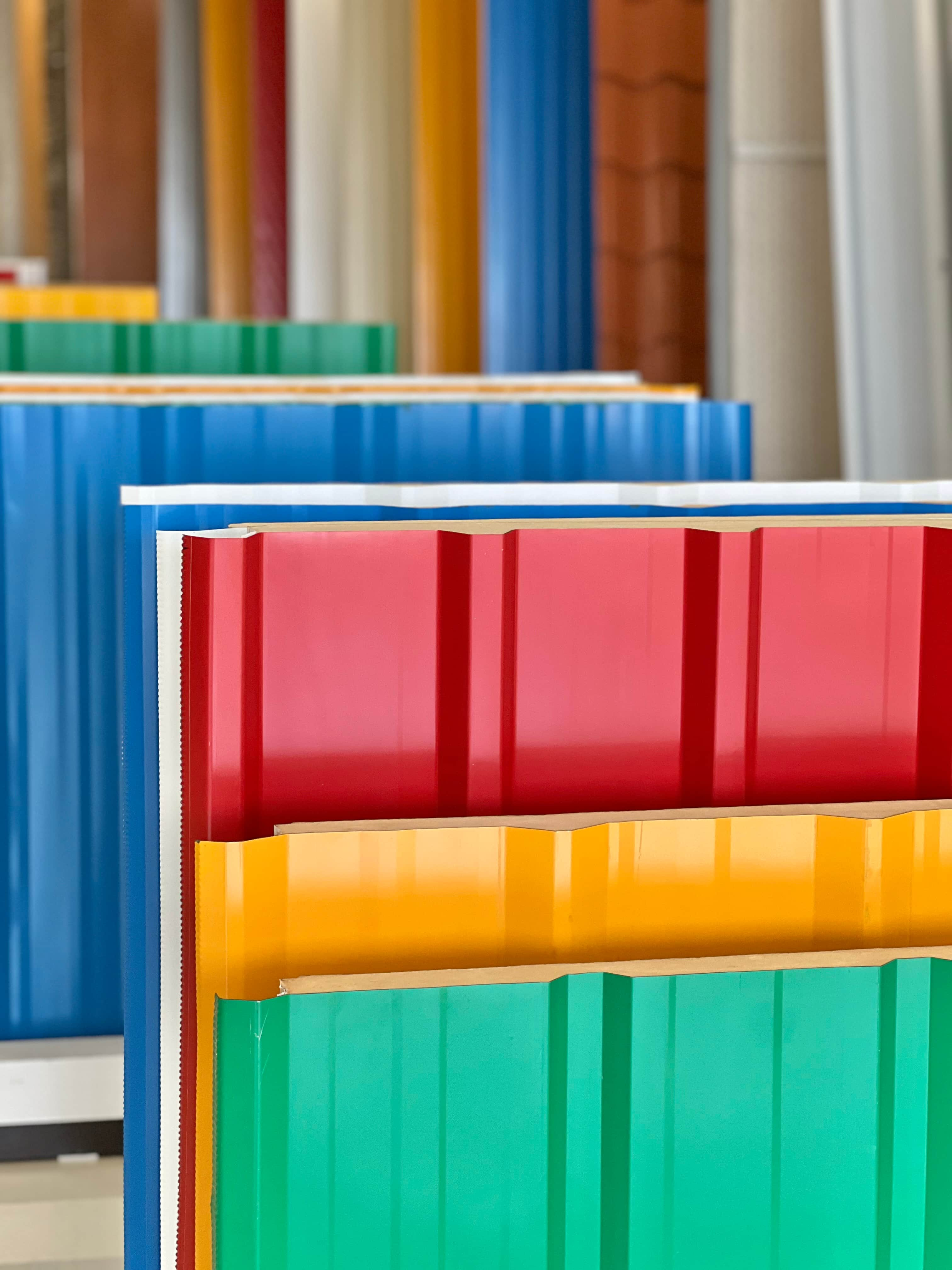
عکس ساندویچ پانل - ساندویچ پانل سقفی از نمای روبرو

## کاربرد ساندویچ پانل
استفاده از پنل ساندویچ در انواع سردخانه‌ها و صنایع برودتی، دفاتر کارگاهی، درمانگاه صحرایی سرویس بهداشتی، نمازخانه و محیط آموزشی، تعمیرگاه سیار، پست نگهبانی، ویلاهای یک و دو طبقه- واحدهای امدادی در زمان‌های بحرانی مانند زلزله ساخت انواع سوله، دیوار و سقف سالن‌های تولید، ساختمان‌های اداری و هتل‌ها، کانکس، کانتینرها کاربرد ساندویچ پانل در مخازن چند جداره، پوشش سوله انبارها، خانه‌ها و ویلاهای، ساندویچ پانل در صنایع، پوشش سوله، باشگاه و سردخانه، واحدهای امدادی در زمان‌های بحرانی مانند زلزله ساخت انواع سوله، مسکونی، انبار غلات، مدارس و درمانگاه‌های سیار، سردخانه گوش ت و لبنیات، خانه‌های سیار و کاروان‌ها، استخرهای سرپوشیده و سالن‌های ورزشی، دیوار و سقف ساختمان‌های صنعتی، دیوار و سقف کاذب و دیوار تقسیم داخلی و اتاق‌های اداری در کارخانه‌ها می‌باشد.
همچنین ساندویچ پانل‌ها کاربردهای گوناگونی دیگری هم در صنایع مختلف دارد ازجمله ساخت کانکس، کانتینر، کانکس‌های یخچال دار ثابت و متحرک، سازه و خانه پیش ساخته، کمپ‌ها اسکان موقت، سوله، سازه فلزی، سازه فضایی، انبار و بارانداز، مجتمع‌های ورزشی، کارخانه صنعتی و تولیدی، سردخانه‌های صنعتی و نیمه صنعتی دارند.

### دلایل استفاده از ساندویچ پانل چیست؟
ساندویچ پانل دارای ویژگی های متعددی است که در ادامه به معرفی برخی از این ویژگی ها آمد است:

#### وزن سبک
لایه درونی پانل های ساندویچی از فوم های فشرده شده است که همین مورد باعث کاهش وزن آن و در کل باعث کاهش وزن سازه خواهد شد . یک دیوار یا سقف ساخته شده با این مدل نسبت به سازه هایی که در آن از آجر یا سیمان استفاده میشود تا ۳۰ برابر سبک تر خواهد بود و همین موضوع میتواند میزان مقاومت سازه را در برابر رانش و زمین لرزه بیشتر کند و هزینه ی زیر سازی را به مراتب کاهش دهد.

#### مقاومت بالا
علی رغم وزن سبک ساندویچ پانل در برابر فشار و ضربه وارده مقاومت بالایی دارند و به مراتب از کیفیت بالاتری نسبت به دیگر مصالح ساختمانی برخوردار هستند . همین امر باعث شده تا از پانل های ساندویچی در ساخت کانکس ها و دیوار و سقف ساختمان های پیش ساخته استفاده شود .

#### هزینه ی تامین و نگهداری پایین
یکی دیگر از ویژگی های این محصولات هزینه های کم تامین و نگهداری آن هاست که علت آن عدم پوسیدگی و خوردگی در برابر رطوبت و عوامل خورنده محیطی است . ساندویچ پانل ها در مقایسه با پارتیشنها و دیوار های دیگر از طول عمر به مراتب بیشتری در محیط های گوناگون،برخوردارند.
- سهولت و سرعت نصب و اجرای ساندویچ پانل. ( ساندویچ پانل ها در محل پروژه ساخته نمی‌شود و به صورت پیش ساخته به محل پروژه انتقال داده شده و محل اتصال آن ها از پیش طراحی شده است ).
- عایق بودن ( ساندویچ پانل ها به دلیل جنس فوم فشرده که در وسط ۲ ورق قرار دارد و ساختار کلی آن ها عایق صدا ،رطوبت و حرارت میباشند و در مدل های خاص ضد آتش و آکوستیک نیز هستند ).
- مقاومت در برابر هوای گرم و سرد(این نوع از پانل های ساختمانی در اقلیم های گوناگون و شرایط مختلف جوی راندمان یکسانی دارند و خواص خود را کاملا حفظ میکنند) .
- استحکام و دوام.
- مقرون به صرفه بودن.
- مقاومت شیمیایی و بیولوژیکی.

#### عایق صوتی
ساندویچ پانل می‌تواند با استفاده از فوم پلی یورتان و پشم سنگ عایق صوتی بسیار خوبی در صنایع مختلف امروزی باشد.

##### ضد آتش سوزی یا نسوز بودن
ساندویچ پانل های آریا پانل بسته به نوع فوم، ضخامت فلز، پوشش و غیره رفتارها، مقاومت و واکنش در برابر آتش متفاوتی دارند. کاربر باید بسته به نیاز، بین انواع مختلف ساندویچ پانل یکی را انتخاب کند.
تحقیقات مؤسسه تحقیقاتی ساختمان در بریتانیا نشان می‌دهد که «ساندویچ پانل باعث ایجاد آتش نمی‌شوند و در جایی که این سیستم‌ها در گسترش آتش نقش دارند، آتش‌سوزی اغلب در مناطق پرخطر شروع شده است. به عنوان مثال آشپزخانه ها، متعاقباً این مشکلات در نتیجه مدیریت ضعیف خطر آتش سوزی، اقدامات پیشگیری و مهار گسترش می یابد.
شواهدی وجود دارد که نشان می‌دهد وقتی از پانل‌های ساندویچ برای پوشش ساختمان استفاده می‌شود، می‌تواند به گسترش سریع آتش در خارج از ساختمان کمک کند. در سال 2000، گوردون کوک، یک مشاور ایمنی آتش نشانی، گزارش داد که "استفاده از پانل ساندویچی با فوم پلاستیکی بسیار خطرناک است. او گفت که پانل ها می توانند به شدت و سرعت آتش سوزی را گسترده کنند و این منجر به ایجاد خسارت های زیادی می‌شود.

### کاربردها

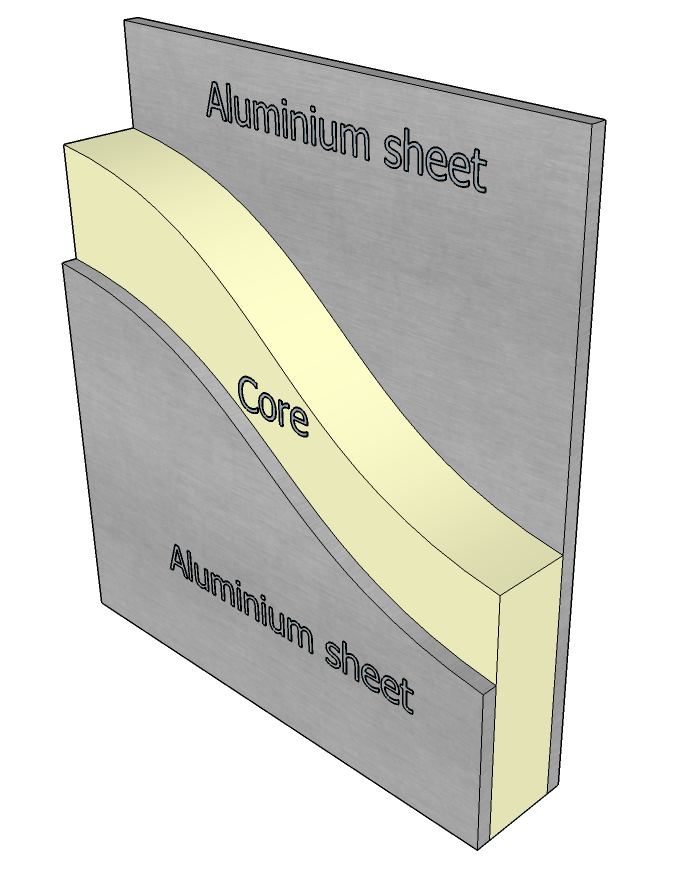
ساختار ساندویچ پانل

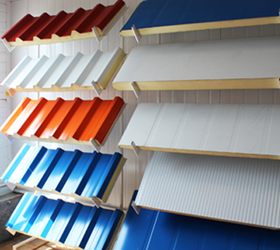
ساندویچ پانل سقفی و دیواری

### کاربردها[۸]
- سردخانه‌های ثابت و متحرک
- سالن‌های ورزشی
- سوله‌های صنعتی
- سالن کارخانه‌ها
- ساخت انواع کانکس
- ساخت ویلاهای پیش‌ساخته
- ساخت انواع انبار و سیلوساختار ساندویچ پانلساندویچ پانل سقفی و دیواری

## ساندویچ پانل سقفی
پانل سقفی از ضخامت ۲ الی ۱۵ سانتی‌متر با فوم تزریقی پلی یورتان سخت (دانسیته ۲±۴۰)، اکس پی اس سخت (دانسیته ۲±۴۰)، پلی استایرن (دانسیته ۲±۲۰) یا پشم سنگ (دانسیته ۲±۱۲۰)تولید می‌شود.
این نوع ساندویچ پانل مقاوم در برابر رشد گیاهان و قارچ ها است و دارای ضریب هدایت حرارتی پایین می باشد. عرض پانل سقفی طبق استاندارد ۱/۰۸ متر است اما ممکن است میزارن عرض استاندارد در کشورها و سازندگان مختلف متفاوت باشد.
 

طول ساندویچ پانل سقفی بدون محدودیت است تا جایی که قابلیت حمل نقل آن فراهم باشد. 

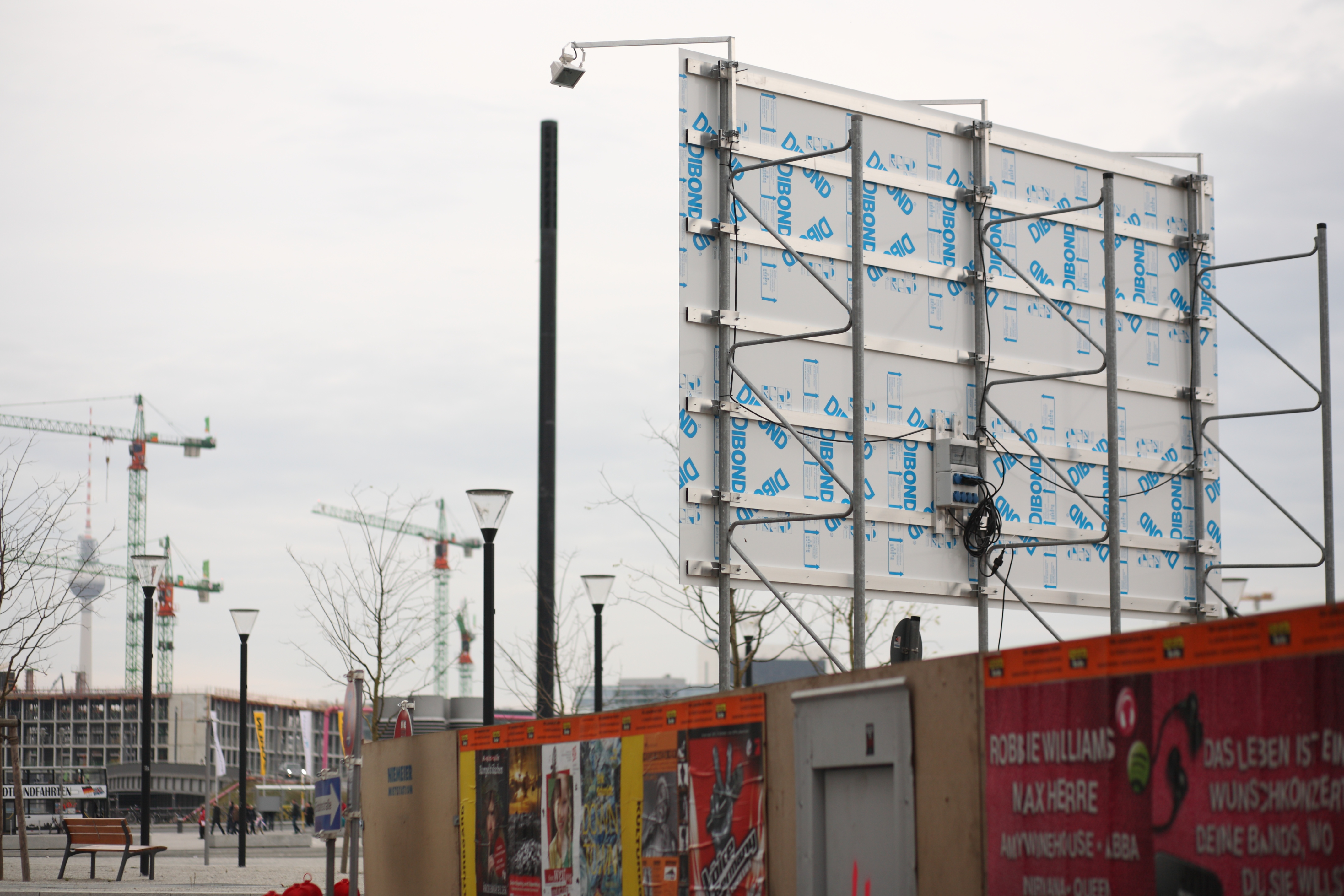
یک تابلو آلومینیومی

## ساندویچ پانل دیواری
ساندویچ پانل دیواری نوعی از مصالح ساختمانی که از دو لایه ورق که مابین آن ها از فوم‌های پلی یورتان، اکس پی اس، پلی استایرن یا پشم سنگ پر کرده‌اند ساخته شده است این مدل پانل ساندویچی جهت پوشش دیوار بکار می‌رود.
پانل دیواری برای پوشش دیواره‌های فضاهای صنعتی، سردخانه‌ها، کانکس‌ها، ساختمان‌های پیش ساخته و.. به کار می‌رود. این پانل دارای عرض مفید ۱/۱۴ متر و گستره ضخامت از ۲ تا ۲۰ سانتی‌متر است.

## ساندویچ پانل سردخانه‌ای
ساندویچ پانل سردخانه‌ای به زبان ساده ترکیب هسته پلی یورتان یا فوم اکس پی اس بین دو لایه ورق فلزی است، در موارد خاص مانند کوره‌ها نیز از پشم سنگ استفاده می‌شود، در نهایت محصولی است که ساندویچ پانل نامیده می‌شود؛ که پانل‌های سردخانه‌ای از ضخامت ۸ تا ۲۰ سانتی‌متر بنا به کاربری آن تولید می‌گردد و مواد مورد استفاده در آن ماده‌ای است کاملاً سخت و شکننده، به همین دلیل به تنهایی چندان قابل استفاده نمی‌باشد. اما با ساندویچ کردن این ماده‌ها بین دو لایه ورق فلزی با مقاومت کششی بالا به خواص مکانیکی مورد نظر دست پیدا می‌کنیم.
انواع ساندویچ پانل‌های سردخانه ای را می‌توان بر چند اساس تقسیم بندی کرد. یکی از این دسته بندی‌ها براساس جنس لایه عایق ساندویچ پانل است. به عنوان مثال به پانل‌هایی که جنس لایه میانی آن‌ها از فوم پلی یورتان است، ساندویچ پانل سردخانه‌ای پلی اورتان گفته می‌شود.
ساندویچ پانل‌هایی که برای پوشش دیوار و سقف سردخانه‌ها مورد استفاده قرار می‌گیرند باتوجه به نوع و کاربرد سردخانه مشخصات فنی متفاوتی دارند.
این پانل‌ها را براساس نوع سردخانه و کاربرد آن می‌توان در ۴ گروه دسته بندی کرد:
1. سردخانه‌های بالای صفر
2. سردخانه‌ های پایین صفر
3. سردخانه‌های متحرک
4. سردخانه‌های دو مداره

با پایین رفتن دمای انواع سردخانه‌های فوق مصرف انرژی بسیار افزایش می‌یابد. یکی از اساسی‌ترین راهکارهایی که می‌توان برای جلوگیری از این مصرف انرژی در نظر گرفت، استفاده از پانل‌های سردخانه‌ای است. انتخاب مناسب‌ترین فوم عایق یا ورق‌های فلزی برای ساندویچ پانل سردخانه‌ای به کاربرد و مشخصات سردخانه مورد نظر بستگی دارد.

## ساندویچ پانل اتاق تمیز(کلین روم)
ساندویچ پانل کلین رومی برای ساخت انواع اتاق تمیز تولید می شود و در مقابل ذرات و غبار به شدت مقاوم است. معمولا ساندویچ پانل مناسب برای اتاق تمیز به صورت پیچ مخفی ساخته می شود تا از تجمع آلودگی در این مکان جلوگیری شود.

## ساندویچ پانل پلیمری
با توجه به توانایی چاپگر سه بعدی و ترکیب پلیمر در ساخت ساندویچ پانل اخیراً تحقیقات در این زمینه انجام شده است که به وسیله فیبرهای طبیعی و الیاف مصنوعی می‌توان پانل پلیمری ایجاد کرد، نتیجه آن داشتن یک هسته عایق قوی تر نسبت به قبل خواهد بود. این دستاورد جدید توانایی ایجاد پانل ساندویچ پلیمری نوعی جدید از ساندویچ پانل است.

## ضخامت ساندویچ پانل

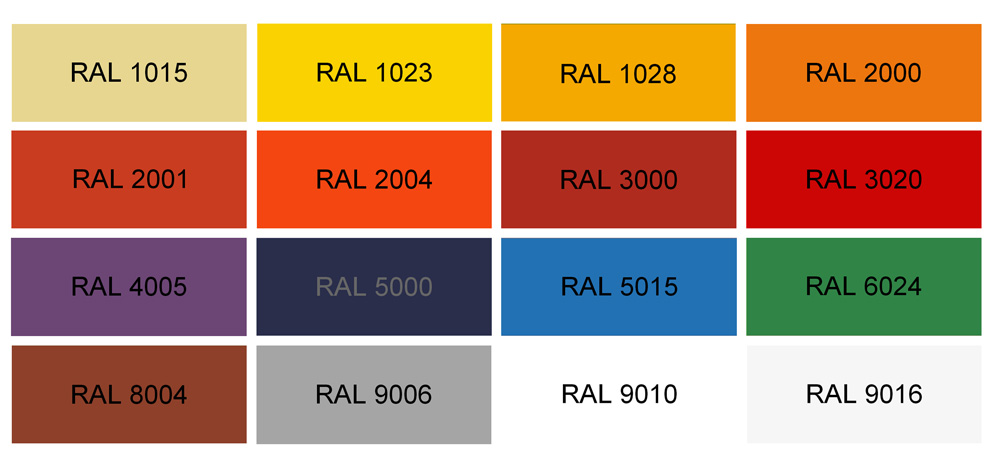
ورقهای گالوانیزه عمومی ساندویچ پانل موجود در بازار ایران

پانل‌ها در ضخامت ۲ الی ۲۵ سانتی‌متر و بر حسب سفارش تولید می‌گردد. ساندویچ پنل‌ها از ۵ لایه تشکیل می‌شود، لایه محافظ درونی و بیرونی بوده و دو لایه چسب مخصوص که جهت اتصال لایه‌های محافظ بیرونی و عایل میانی بکار برده می‌شود فوم داخل ساندویچ پنل‌ها نیز از جنس فوم ۱- پلی اورتان (PU) با دانسیته ۲+۴۰ کیلوگرم بر متر مکعب ۲- اکس پی اس (XPS) با دانسیته ۲+۴۰ کیلوگرم بر متر مکعب ۳- پلی استایرن (EPS) با دانسیته ۲+۲۰ کیلوگرم بر متر مکعب ۴- پشم سنگ (RW) با دانسیته ۲+۱۲۰ کیلوگرم بر متر مکعب می‌باشد.

## رنگ ساندویچ پانل
ساندویچ پانل در ۱۲ طیف رنگی مختلف ازجمله سفید، آبی، قرمز، نقره‌ای، طوسی، کرم، سبز، یشمی، زرد، بنفش نولید می‌شود.

## دانسیته ساندویچ پانل
دانسیته ساندویچ پانل اهمیت بالایی برای سنجش کیفیت نهایی دارد. بهینه ترین دانسیته ساندویچ پانل، فشردگی یا چگالی 41kg/m³ است.

## نصب ساندویچ پانل
با توجه به اینکه برای سازه‌های ساخته شده با ساندویچ پانل مسائلی مانند عایق حرارتی و صوتی، مقاومت در برابر رطوبت، ضد احتراق و حفظ زیبایی از اهمیت بالایی برخوردارند، معمولاً نکات زیر در نصب پانل مورد توجه قرار گیرد:
- برای آب‌بندی کردن پروژه دقت به متد قرارگیری نری و مادگی ساندویچ پانل دیواری حائز اهمیت است.
- برای درزبندی و آب‌بندی مناسب ساندویچ پانل‌ها استفاده از چسب سیلیکون توصیه می‌شود.
- با توجه به رعایت فاصله مجاز بین ساندویچ پانل‌ها تکیه گاه مناسب برای سفت کردن پیچ‌ها ضروری است.
- به فاصله بین ستون‌ها، عرض و ارتفاع پانل‌ها و محل قرارگیری پانل‌ها و میزان وزش باد در منطقه باید توجه شود.
- از پیچ‌های واشر داری که مخصوص نصب ساندویچ پانل‌های دیواری و ساندویچ پانل‌های سقفی است استفاده شود.
- بحث دیگری که در زیبایی و آب‌بندی مناسب سازه‌ها مطرح است به‌کارگیری فلاشینگ ها و آبروها برای نصب ساندویچ پانل‌های سقفی در جایگاه مناسب خود است.[۱۴]

## روش‌های کاهش هزینه ساندویچ پانل
برای پایین آوردن قیمت ساندویچ پانل روش‌های متعددی وجود دارد:
- به جای اینکه در هر دو طرف پانل از ورق فلزی استفاده گردد، تنها در یک طرف ورق فلزی به کار رود.
- پایین آوردن ضخامت ورق فلزی از ۵/۰ میلی‌متر به ۴/۰ میلیمتر.
- کاهش گام‌های به کار رفته در پانل.

## انواع ورق‌ مورد استفاده در تولید ساندویچ پانل
یکی از اجزای اصلی تشکیل دهنده ساندویچ پانل، ورق می‌باشد که در دو سمت ساندویچ پانل قرار می‌گیرد، این ورق از نوع فولاد فرم دهی شده با گریدهای مختلف می‌باشد که در کارخانه های فولاد، به روش نورد گرم تولید می‌گردد و درصد عناصر شیمیایی تشکیل دهنده آلیاژ ورق، موجب استحکام مکانیکی و فرم پذیری بالای ورق شده و همین امر استفاده از این نوع ورق‌ها را جهت استفاده در تولید سازه‌های پیش ساخته و ساندویچ پانل رایج نموده است.
انتخاب نوع پوشش روی سطح ورق‌های ساندویچ پانل به عوامل محیطی از جمله نوع اقلیم منطقه از نظر میزان رطوبت، بارش برف و باران، نرخ خوردگی، ‌ارتفاع از سطح دریا، دما و میزان تابش اشعه نور خورشید آن منطقه که قرار است پروژه در آن احداث گردد و همچنین نوع فعالیت یا بهره برداری صورت گرفته پس از احداث پروژه بستگی دارد. ورق‌هایی که در ساخت این سازه مورد استفاده قرار می‌گیرند عبارتند از
- گالوانیزه
- آلوزینک
- پلاستیزول
- آلومینیوم
- استیل

## جستار های وابسته
- کامپوزیت ساندویچ ساختار
- ساختار لانه‌زنبوری
- عایق حرارتی
- عایق صوتی
- پشم سنگ